# Opal Card
Opal Card – elektroniczny system biletowy dla komunikacji publicznej funkcjonujący w Nowej Południowej Walii (Australia). System obejmuje autobusy, pociągi, promy miejskie, tramwaje. Planowane jest również wprowadzenie kart Opal w budowanym obecnie sydnejskim metrze. System podlega kontroli cen przez rząd stanowy Nowej Południowej Walii.